# Кубок СССР по футболу 1946
7-й розыгрыш Кубка СССР по футболу состоялся в октябре 1946 года. Обладателем Кубка в третий раз стал московский «Спартак». Предыдущий обладатель Кубка московский ЦДКА выбыл в четвертьфинале.
В кубке принимали участие 12 команд первой группы, 2 команды второй группы — ВВС и «Пищевик» (М), победители в подгруппах и 2 команды — «Динамо» (Рига) и «Спартак» (Ужгород) — победительницы соревнований в третьей группе. Все игры прошли в Москве.

## 1/8 финала
| Дата       | Команда 1               | Счёт     | Команда 2                 |
| ---------- | ----------------------- | -------- | ------------------------- |
| 06.10.1946 | ЦДКА (Москва)           | 4:1      | Зенит (Ленинград)         |
| 06.10.1946 | Торпедо (Москва)        | 3:0      | Крылья Советов (Куйбышев) |
| 07.10.1946 | Динамо (Москва)         | 4:0      | Пищевик (Москва)          |
| 07.10.1946 | Динамо (Тбилиси)        | 0:0 д.в. | Динамо (Минск)            |
| 08.10.1946 | Динамо (Тбилиси)        | 2:0      | Динамо (Минск)            |
| 08.10.1946 | Спартак (Ужгород)       | 4:3 д.в. | Динамо (Ленинград)        |
| 08.10.1946 | Спартак (Москва)        | 6:2      | ВВС (Москва)              |
| 09.10.1946 | Динамо (Киев)           | 3:0      | Динамо (Рига)             |
| 09.10.1946 | Крылья Советов (Москва) | 2:1      | Трактор (Сталинград)      |

## 1/4 финала
| Дата       | Команда 1               | Счёт     | Команда 2         |
| ---------- | ----------------------- | -------- | ----------------- |
| 10.10.1946 | Торпедо (Москва)        | 4:0 д.в. | ЦДКА (Москва)     |
| 11.10.1946 | Динамо (Москва)         | 1:2      | Динамо (Тбилиси)  |
| 13.10.1946 | Спартак (Москва)        | 5:0      | Спартак (Ужгород) |
| 13.10.1946 | Крылья Советов (Москва) | 1:2 д.в. | Динамо (Киев)     |

## 1/2 финала
| 15 октября 1946 | \| Динамо (Тбилиси) \| 2:1 (1:0) \| Торпедо (Москва) \| \| Панюков 6′ · Бережной 50′ \| Голы \| Петров 80′ \| | Стадион: Динамо, Москва Зрителей: 40 000 Судья: Э. Саар (Таллин) |
| Динамо: Шудра (Иоселиани, 74), Пехлеваниди, Салдадзе, Сарджвеладзе (уд., конец матча), Бердзенишвили, Гагуа, Бережной, Пайчадзе (к), Панюков, Гогоберидзе Главный тренер: Андрей Жордания Торпедо: Акимов, Ильин, Мошкаркин, Евсеев, Яковлев, Чайко, Панфилов, Г. Жарков, Пономарев, Петров, В. Жарков Главный тренер: Виктор Маслов | |                                                                  |
| Динамо (Тбилиси) | 2:1 (1:0) | Торпедо (Москва)                                                 |
| Панюков 6′ · Бережной 50′ | Голы | Петров 80′                                                       |

| 16 октября 1946 | \| Динамо (Киев) \| 1:3 (0:1) \| Спартак (Москва) \| \| Горохов 67′ \| Голы \| Тимаков 20′ · Смыслов 75′ · Конов 88′ \| | Стадион: Динамо, Москва Зрителей: 20 000 Судья: Н. Латышев (Москва) |
| Динамо: Зубрицкий, Мельник, Лерман, Махиня, Садовский, Рогозянский, Пономарев, Гржибовский, Жуков, Горохов, Виньковатов Главный тренер: Борис Апухтин Спартак: Леонтьев, Вас. Соколов (к), Гуляев, Холодков, Тимаков, Рязанцев, Сальников (Смыслов), Конов, А. Соколов, Дементьев, Глазков Главный тренер: Альберт Вольрат | |                                                                     |
| Динамо (Киев) | 1:3 (0:1) | Спартак (Москва)                                                    |
| Горохов 67′ | Голы | Тимаков 20′ · Смыслов 75′ · Конов 88′                               |

## Финал
| 20 октября 1946 | \| Спартак (Москва) \| 3:2 (2:2, 0:0) \| Динамо (Тбилиси) \| \| Конов 9' Глазков 38' Тимаков 99' \| Голы \| Гогоберидзе 15' Антадзе 22' \| | Стадион: Динамо, Москва Зрителей: 70 000 Судья: Михаил Дмитриев (Москва) |
| Спартак: Леонтьев, Холодков, Гуляев, Вас. Соколов (к), Рязанцев, Тимаков, Смыслов (Климов, 116), Конов, А. Соколов, Н. Дементьев, Глазков Главный тренер: Альберт Вольрат Динамо: Иоселиани, Пехлеваниди, Салдадзе, Сарджвеладзе, Кикнадзе, Гагуа, Антадзе, Гогоберидзе, Пайчадзе (к), Бережной, Панюков (Харбедия, 46) Главный тренер: Андрей Жордания | |                                                                          |
| Спартак (Москва) | 3:2 (2:2, 0:0) | Динамо (Тбилиси)                                                         |
| Конов 9' Глазков 38' Тимаков 99' | Голы | Гогоберидзе 15' Антадзе 22'                                              |

После финала команда собралась в ресторане гостиницы «Националь». Футболисты, не сумев полностью расплатиться, оставили в залог выигранный Кубок, о чём все забыли и решили, что он был передан в городской совет «Спартака». Директор ресторана позвонил в клуб через месяц с просьбой забрать Кубок. Скандал дошёл до председателя Всесоюзного комитета по делам физической культуры и спорта при СНК СССР/СМ СССР Николая Романова.